# Liga mistrů UEFA 2023/2024
Sezóna Ligy mistrů UEFA 2023/2024 byla 69. ročníkem nejprestižnější evropské klubové fotbalové soutěže a 32. od zavedení nového formátu a přejmenování z Poháru mistrů evropských zemí (PMEZ) na Ligu mistrů UEFA.
Finále se hrálo na Wembley Stadium, v Londýně, v Anglii.
Vítěz Ligy mistrů UEFA 2023/2024 se kvalifikoval do Superpoháru UEFA 2024, kde hrál proti vítězi Evropské ligy UEFA 2023/2024. Vítěz také byl automaticky nasazen do skupinové fáze Ligy mistrů UEFA 2024/2025.

## Účastnická místa
Celkem 80 týmů z 53 členských zemí UEFA (výjimkou jsou Lichtenštejnsko, které nemělo žádnou vlastní ligovou soutěž, a Rusko, jehož kluby vyřadila UEFA ze svých soutěží) se účastní Ligy mistrů UEFA 2023/2024. Každá země má přidělený počet míst podle koeficientů UEFA:
- Asociace na 1.–4. místě obdržely čtyři místa.
- Asociace na 5.–6. místě obdržely tři místa.
- Asociace na 7.–9. a 11.–15. místě obdržely dvě místa.
- Asociace na 16.–55. místě (kromě Lichtenštejnska) obdržely jedno místo.
- Vítězové Ligy mistrů UEFA 2022/2023 a Evropské ligy UEFA 2022/2023 byli v soutěži oprávněni startovat, pokud se nekvalifikovali do Ligy mistrů UEFA 2023/2024 přes svou domácí ligu.

### Žebříček UEFA
Účastnická místa pro Ligu mistrů UEFA 2023/2024 byla rozdělena podle koeficientu UEFA z roku 2022, do kterého byly započteny výsledky klubů dané země v evropských pohárových soutěžích od sezóny 2017/18 do sezóny 2021/22 včetně. Uvedené počty se mohou ještě měnit v závislosti na tom, zda si vítězové Ligy mistrů UEFA 2022/2023 a Evropské ligy UEFA 2022/2023 zajistí místa ze svých lig.
| #  | Asociace    | Koef.   | Týmy |
| -- | ----------- | ------- | ---- |
| 1  | Anglie      | 106,641 | 4    |
| 2  | Španělsko   | 96,141  | 4    |
| 3  | Itálie      | 76,902  | 4    |
| 4  | Německo     | 75,213  | 4    |
| 5  | Francie     | 60,081  | 3    |
| 6  | Portugalsko | 53,382  | 3    |
| 7  | Nizozemsko  | 49,300  | 2    |
| 8  | Rakousko    | 38,850  | 2    |
| 9  | Skotsko     | 36,900  | 2    |
| 10 | Rusko       | 34,482  | 0    |
| 11 | Srbsko      | 33,375  | 2    |
| 12 | Ukrajina    | 31,800  | 2    |
| 13 | Belgie      | 30,600  | 2    |
| 14 | Švýcarsko   | 29,675  | 2    |
| 15 | Řecko       | 28,200  | 2    |
| 16 | Česko       | 27,800  | 1    |
| 17 | Norsko      | 27,250  | 1    |
| 18 | Dánsko      | 27,175  | 1    |
| 19 | Chorvatsko  | 27,150  | 1    |

| #  | Asociace            | Koef.  | Týmy |
| -- | ------------------- | ------ | ---- |
| 20 | Turecko             | 27,100 | 1    |
| 21 | Kypr                | 26,375 | 1    |
| 22 | Israel              | 24,375 | 1    |
| 23 | Švédsko             | 22,875 | 1    |
| 24 | Bulharsko           | 19,500 | 1    |
| 25 | Rumunsko            | 17,150 | 1    |
| 26 | Ázerbájdžán         | 17,000 | 1    |
| 27 | Maďarsko            | 16,375 | 1    |
| 28 | Polsko              | 15,875 | 1    |
| 29 | Kazachstán          | 15,750 | 1    |
| 30 | Slovensko           | 15,625 | 1    |
| 31 | Slovinsko           | 15,000 | 1    |
| 32 | Bělorusko           | 12,500 | 1    |
| 33 | Moldavsko           | 11,250 | 1    |
| 34 | Litva               | 10,000 | 1    |
| 35 | Bosna a Hercegovina | 9,125  | 1    |
| 36 | Finsko              | 8,875  | 1    |
| 37 | Lucembursko         | 8,750  | 1    |
| 38 | Lotyšsko            | 8,625  | 1    |

| #  | Asociace          | Koef. | Týmy |
| -- | ----------------- | ----- | ---- |
| 39 | Kosovo            | 8,166 | 1    |
| 40 | Irsko             | 8,125 | 1    |
| 41 | Arménie           | 8,125 | 1    |
| 42 | Severní Irsko     | 8,083 | 1    |
| 43 | Albánie           | 8,000 | 1    |
| 44 | Faerské ostrovy   | 7,250 | 1    |
| 45 | Estonsko          | 7.041 | 1    |
| 46 | Malta             | 7,000 | 1    |
| 47 | Gruzie            | 7,000 | 1    |
| 48 | Severní Makedonie | 7,000 | 1    |
| 49 | Lichtenštejnsko   | 6,500 | 0    |
| 50 | Wales             | 5,500 | 1    |
| 51 | Gibraltar         | 5,416 | 1    |
| 52 | Island            | 5,375 | 1    |
| 53 | Černá Hora        | 4,875 | 1    |
| 54 | Andorra           | 4,665 | 1    |
| 55 | San Marino        | 1,332 | 1    |

### Rozdělení týmů
Níže je uvedena tabulka s rozdělením týmů do kvalifikačních kol a skupinové fáze.
Počty týmů v předkolech byly ovlivněny tím, že jednak stále platí vyloučení ruských týmů z evropských pohárových soutěží a také že rezervované účastnické místo pro obhájce vítězství v Lize mistrů nebylo využito – Manchester City si účast vybojoval z vlastní ligy.
Došlo tím k následujícím posunům:
a) vyloučení ruských klubů:
- Vítězové z asociace na 11. místě (Srbsko) vstoupí přímo do skupinové fáze, namísto 4. předkola mistrovské části.
- Vítězové z asociace na 13. místě (Belgie) vstoupí do 4. předkola namísto 3. předkola mistrovské části.
- Vítězové z asociace na 15. místě (Řecko) vstoupí do 3. předkola namísto 2. předkola mistrovské části.
- Vítězové z asociací na 18. a 19. místě (Dánsko, Chorvatsko) vstoupí do 2. předkola namísto 1. předkola mistrovské části.
- Tým z 2. místa ligy z asociace na 11. místě (Srbsko) vstoupí do 3. předkola namísto 2. předkola nemistrovské části.

b) nevyužití rezervovaného místa pro obhájce:
- Vítězové z asociace na 12. místě (Ukrajina) vstoupí přímo do skupinové fáze, namísto 4. předkola mistrovské části.
- Vítězové z asociace na 14. místě (Švýcarsko) vstoupí do 4. předkola namísto 3. předkola mistrovské části.
- Vítězové z asociace na 16. místě (Česko) vstoupí do 3. předkola namísto 2. předkola mistrovské části.
- Vítězové z asociací na 20. a 21. místě (Turecko, Kypr) vstoupí do 2. předkola namísto 1. předkola mistrovské části.

|                           |                            | Týmy vstupující do tohoto kola | Týmy postupující z předchozího kola                               |
| ------------------------- | -------------------------- | --- | ----------------------------------------------------------------- |
| 0. předkolo (4 týmy)      | 0. předkolo (4 týmy)       | - 4 vítězové z asociací na 52.–55. místě |                                                                   |
| 1. předkolo (30 týmů)     | 1. předkolo (30 týmů)      | - 29 vítězů z asociací na 22.–51. místě (kromě Lichtenštejnska) | - 1 vítěz z 0. předkola                                           |
| 2. předkolo               | Mistrovská část (20 týmů)  | - 5 vítězů z asociací na 17.–21. místě | - 15 vítězů z 1. předkola                                         |
| 2. předkolo               | Nemistrovská část (4 týmy) | - 4 týmy ze 2. místa asociací na 12.–15. místě |                                                                   |
| 3. předkolo               | Mistrovská část (12 týmů)  | - 2 vítězové z asociací na 15.–16. místě | - 10 vítězů z 2. předkola MČ                                      |
| 3. předkolo               | Nemistrovská část (8 týmů) | - 4 týmy ze 2. místa asociací na 7.–11. místě (kromě Ruska) - 2 týmy ze 3. míst z asociací na 5.–6. místě | - 2 vítězové z 2. předkola NČ                                     |
| 4. předkolo               | Mistrovská část (8 týmů)   | - 2 vítězové z asociací na 13.–14. místě | - 6 vítězů z 3. předkola MČ                                       |
| 4. předkolo               | Nemistrovská část (4 týmy) | | - 4 vítězové z 3. předkola NČ                                     |
| Skupinová fáze (32 týmů)  | Skupinová fáze (32 týmů)   | - Vítěz Evropské ligy UEFA 2022/2023 - 11 vítězů z asociací na 1.–12. místě (kromě Ruska) - 6 týmů ze 2. místa asociací na 1.–6. místě - 4 týmy ze 3. místa asociací na 1.–4. místě - 4 týmy ze 4. místa asociací na 1.–4. místě | - 4 vítězové z 4. předkola MČ - 2 vítězové z 4. předkola NČ       |
| Vyřazovací fáze (16 týmů) | Vyřazovací fáze (16 týmů)  | | - 8 vítězů základních skupin - 8 týmů z 2. míst základních skupin |

### Týmy
Týmy kvalifikované do Ligy mistrů UEFA 2023/2024 seřazeny podle kol, do kterých vstoupily. V závorkách ligové pozice z předchozí sezóny (LM: vítěz Ligy mistrů UEFA, EL: vítěz Evropské ligy UEFA).
| Skupinová fáze         | Skupinová fáze           | Skupinová fáze               | Skupinová fáze         |
| ---------------------- | ------------------------ | ---------------------------- | ---------------------- |
| Manchester City (1.)   | Sevilla (EL)             | Arsenal (2.)                 | Manchester United (3.) |
| Newcastle United (4.)  | Barcelona (1.)           | Real Madrid (2.)             | Atlético Madrid (3.)   |
| Real Sociedad (4.)     | Neapol (1.)              | Lazio (2.)                   | Inter Milán (3.)       |
| Milán (4.)             | Bayern (1.)              | Borussia Dortmund (2.)       | RB Leipzig (3.)        |
| Union Berlín (4.)      | Paris Saint-Germain (1.) | Lens (2.)                    | Benfica (1.)           |
| Porto (2.)             | Feyenoord (1.)           | Red Bull Salzburg (1.)       | Celtic (1.)            |
| CZ Bělehrad (1.)       | Šachtar Doněck (1.)      |                              |                        |
| 4. předkolo            |                          |                              |                        |
| Mistrovská část        | Mistrovská část          | Nemistrovská část            | Nemistrovská část      |
| Antverpy (1.)          | Young Boys (1.)          |                              |                        |
| 3. předkolo            |                          |                              |                        |
| Mistrovská část        | Mistrovská část          | Nemistrovská část            | Nemistrovská část      |
| AEK Athény (1.)        | Sparta Praha (1.)        | Marseille (3.)               | Braga (3.)             |
|                        |                          | PSV Eindhoven (2.)           | Sturm Graz (2.)        |
|                        |                          | Rangers (2.)                 | TSC (2.)               |
| 2. předkolo            |                          |                              |                        |
| Mistrovská část        | Mistrovská část          | Nemistrovská část            | Nemistrovská část      |
| Molde (1.)             | Kodaň (1.)               | SK Dnipro-1 (2.)             | KRC Genk (2.)          |
| Dinamo Záhřeb (1.)     | Galatasaray (1.)         | Servette (2.)                | Panathinaikos (2.)     |
| Aris Limassol (1.)     |                          |                              |                        |
| 1. předkolo            |                          |                              |                        |
| Makabi Haifa (1.)      | BK Häcken (1.)           | Ludogorec Razgrad (1.)       | Farul Constanța (1.)   |
| Karabach (1.)          | Ferencváros (1.)         | Raków Częstochowa (1.)       | Astana (1.)            |
| Slovan Bratislava (1.) | Olimpija Ljubljana (1.)  | BATE Borisov (3.)            | Šeriff Tiraspol (1.)   |
| Žalgiris (1.)          | Žrijnski (1.)            | HJK (1.)                     | Swift Hesperange (1.)  |
| Valmiera (1.)          | Ballkani (1.)            | Shamrock Rovers (1.)         | FC Urartu (1.)         |
| Larne (1.)             | Partizani (1.)           | KÍ (1.)                      | Flora (1.)             |
| Ħamrun Spartans (1.)   | Dinamo Tbilisi (1.)      | Struga (1.)                  | The New Saints (1.)    |
| Lincoln Red Imps (1.)  |                          |                              |                        |
| 0. předkolo            |                          |                              |                        |
| Breiðablik (1.)        | Budućnost Podgorica (1.) | Atlètic Club d'Escaldes (1.) | Tre Penne (1.)         |

## Termíny
Termíny pro odehrání jednotlivých kol a jejich losování jsou uvedeny níže. Pokud není uvedeno jinak, los probíhá vždy v Nyonu, ve Švýcarsku, v sídle UEFA.
| Fáze            | Kolo        | Datum losování                             | První zápasy                                          | Druhé zápasy                                          |
| --------------- | ----------- | ------------------------------------------ | ----------------------------------------------------- | ----------------------------------------------------- |
| Kvalifikace     | 0. předkolo | 13. června 2023                            | 27. června 2023 (semifinále)                          | 30. června 2023 (finále)                              |
| Kvalifikace     | 1. předkolo | 20. června 2023                            | 11.–12. července 2023                                 | 18.–19. července 2023                                 |
| Kvalifikace     | 2. předkolo | 21. června 2023                            | 25.–26. července 2023                                 | 1.–2. srpna 2023                                      |
| Kvalifikace     | 3. předkolo | 24. července 2023                          | 8.–9. srpna 2023                                      | 15. srpna 2023                                        |
| Kvalifikace     | 4. předkolo | 7. srpna 2023                              | 22.–23. srpna 2023                                    | 29.–30. srpna 2023                                    |
| Skupinová fáze  | 1. kolo     | 31. srpna 2023                             | 19.–20. září 2023                                     | 19.–20. září 2023                                     |
| Skupinová fáze  | 2. kolo     | 31. srpna 2023                             | 3.–4. října 2023                                      | 3.–4. října 2023                                      |
| Skupinová fáze  | 3. kolo     | 31. srpna 2023                             | 24.–25. října 2023                                    | 24.–25. října 2023                                    |
| Skupinová fáze  | 4. kolo     | 31. srpna 2023                             | 7.–8. listopadu 2023                                  | 7.–8. listopadu 2023                                  |
| Skupinová fáze  | 5. kolo     | 31. srpna 2023                             | 28.–29. listopadu 2023                                | 28.–29. listopadu 2023                                |
| Skupinová fáze  | 6. kolo     | 31. srpna 2023                             | 12.–13. prosince 2023                                 | 12.–13. prosince 2023                                 |
| Vyřazovací fáze | Osmifinále  | 18. prosince 2023 (Rozlosování osmifinále) | 13.–14. a 20.–21. února 2024                          | 5.–6. a 12.–13. března 2024                           |
| Vyřazovací fáze | Čtvrtfinále | 15. března 2024                            | 9.–10. dubna 2024                                     | 16.–17. dubna 2024                                    |
| Vyřazovací fáze | Semifinále  | 15. března 2024                            | 30. dubna – 1. května 2024                            | 7.–8. května 2024                                     |
| Vyřazovací fáze | Finále      | 15. března 2024                            | 1. června 2024 na stadionu Wembley Stadium, v Londýně | 1. června 2024 na stadionu Wembley Stadium, v Londýně |

## Kvalifikace

### 0. předkolo
V 0. předkole byly týmy vítězů z asociací na 52.–55. místě rozděleny na nasazené a nenasazené dle koeficientu UEFA. Poté byly nalosovány do jednozápasového semifinále a finále a vítěz finále postoupí do 1. předkola. Všechny poražené týmy se přesunou do 2. předkola Evropské konferenční ligy UEFA 2023/2024. Los proběhl 13. června 2023 a určilo se při něm obsazení semifinále a administrativní domácí týmy. Všechny zápasy se odehrály na Islandu, na stadionu Kópavogsvöllur ve městě Kópavogur.
Semifinále.
| Tým #1                  | Výsledek | Tým #2              |
| ----------------------- | -------- | ------------------- |
| Atlètic Club d'Escaldes | 0 : 3    | Budućnost Podgorica |
| Tre Penne               | 1 : 7    | Breiðablik          |

Finále
| Tým #1              | Výsledek | Tým #2     |
| ------------------- | -------- | ---------- |
| Budućnost Podgorica | 0 : 5    | Breiðablik |

### 1. předkolo
Losování prvního kvalifikačního kola proběhlo 20. června 2023. První zápasy se odehrály 11. a 12. července a druhé zápasy 18. a 19. července 2023.
Vítězové dvojzápasů postoupili do druhého kvalifikačního kola mistrovské fáze. 13 z 15 poražených sestoupilo do druhého kvalifikačního kola mistrovské fáze Evropské konferenční ligy a 2 poražení sestoupilo do třetího kvalifikačního kola mistrovské fáze Evropské konferenční ligy.
| Domácí v 1. zápase | Celkem           | Hosté v 1. zápase | 1. zápas | 2. zápas     |
| ------------------ | ---------------- | ----------------- | -------- | ------------ |
| BK Häcken          | 5 : 1            | The New Saints    | 3:1      | 2:0          |
| Ballkani           | 2 : 4            | Ludogorec Razgrad | 2:0      | 0:4          |
| Shamrock Rovers    | 1 : 3            | Breiðablik        | 0:1      | 1:2          |
| Žalgiris           | 2 : 1            | Struga            | 0:0      | 2:1          |
| KÍ                 | 3 : 0            | Ferencvárosi      | 0:0      | 3:0          |
| Olimpija Lublaň    | 4 : 2            | Valmiera          | 2:1      | 2:1          |
| HJK                | 3 : 2            | Larne             | 1:0      | 2:2 (prodl.) |
| Lincoln Red Imps   | 1 : 6            | Karabach          | 1:2      | 0:4          |
| Raków Częstochowa  | 4 : 0            | Flora             | 1:0      | 3:0          |
| Slovan Bratislava  | 3 : 1            | Swift Hesperange  | 1:1      | 2:0          |
| Farul Constanța    | 1 : 3            | Šeriff Tiraspol   | 1:0      | 0:3 (prodl.) |
| Ħamrun Spartans    | 1 : 6            | Makabi Haifa      | 0:4      | 1:2          |
| Urartu             | 3 : 3 (3:4 pen.) | Zrinjski Mostar   | 0:1      | 3:2 (prodl.) |
| Partizani          | 1 : 3            | BATE Borisov      | 1:1      | 0:2          |
| Astana             | 3 : 2            | Dinamo Tbilisi    | 1:1      | 2:1          |

### 2. předkolo
Losování prvního kvalifikačního kola proběhlo 21. června 2023. První zápasy se odehrály 25. a 26. července a druhé zápasy 1. a 2. srpna 2023.
Poražení z mistrovské části sestoupili do třetího kvalifikačního kola mistrovské fáze Evropské ligy, zatímco poražení z nemistrovské části sestoupili do třetího kvalifikačního kola nemistrovské části Evropské ligy.

#### Mistrovská část
| Domácí v 1. zápase | Celkem           | Hosté v 1. zápase | 1. zápas | 2. zápas     |
| ------------------ | ---------------- | ----------------- | -------- | ------------ |
| Žalgiris           | 2 : 3            | Galatasaray       | 2:2      | 0:1          |
| Ludogorec Razgrad  | 2 : 3            | Olimpija Lublaň   | 1:1      | 1:2          |
| Raków Częstochowa  | 4 : 3            | Karabach          | 3:2      | 1:1          |
| KÍ                 | 3 : 3 (4:3 pen.) | BK Häcken         | 0:0      | 3:3 (prodl.) |
| HJK                | 1 : 2            | Molde             | 1:0      | 0:2          |
| Breiðablik         | 3 : 8            | Kodaň             | 0:2      | 3:6          |
| Šeriff Tiraspol    | 2 : 4            | Makabi Haifa      | 1:0      | 1:4 (prodl.) |
| Aris Limassol      | 11 : 5           | BATE Borisov      | 6:2      | 5:3          |
| Zrinjski Mostar    | 2 : 3            | Slovan Bratislava | 0:1      | 2:2          |
| Dinamo Záhřeb      | 6 : 0            | Astana            | 4:0      | 2:0          |

#### Nemistrovská část
| Domácí v 1. zápase | Celkem         | Hosté v 1. zápase | 1. zápas | 2. zápas  |
| ------------------ | -------------- | ----------------- | -------- | --------- |
| Dnipro-1           | 3 : 5          | Panathinaikos     | 1:3      | 2:2       |
| Servette           | 3 : 3 (4:1 p.) | Genk              | 1:1      | 2:2 (pp.) |

### 3. předkolo
Losování prvního kvalifikačního kola proběhl 24. července 2023. První zápasy se odehrály 8. a 9. srpna a druhé zápasy 15. srpna 2023.
Vítězové postoupili do 4. předkole své části, poražení z mistrovské části se přesunuli do čtvrtého předkola mistrovské části Evropské ligy, zatímco poražení z nemistrovské části se přesunuli do základních skupin Evropské ligy.

#### Mistrovská část
| Domácí v 1. zápase | Celkem         | Hosté v 1. zápase | 1. zápas | 2. zápas  |
| ------------------ | -------------- | ----------------- | -------- | --------- |
| Raków Częstochowa  | 3 : 1          | Aris Limassol     | 2:1      | 1:0       |
| Slovan Bratislava  | 2 : 5          | Makabi Haifa      | 1:2      | 1:3       |
| Dinamo Záhřeb      | 3 : 4          | AEK Athény        | 1:2      | 2:2       |
| Olimpija Lublaň    | 0 : 4          | Galatasaray       | 0:3      | 0:1       |
| Kodaň              | 3 : 3 (4:2 p.) | Sparta Praha      | 0:0      | 3:3 (pp.) |
| KÍ                 | 2 : 3          | Molde             | 2:1      | 0:2 (pp.) |

#### Nemistrovská část
| Domácí v 1. zápase | Celkem         | Hosté v 1. zápase | 1. zápas | 2. zápas  |
| ------------------ | -------------- | ----------------- | -------- | --------- |
| Braga              | 7 : 1          | TSC               | 3:0      | 4:1       |
| Rangers            | 3 : 2          | Servette          | 2:1      | 1:1       |
| Panathinaikos      | 2 : 2 (5:3 p.) | Marseille         | 1:0      | 1:2 (pp.) |
| PSV Eindhoven      | 7 : 2          | Sturm Graz        | 4:1      | 3:1       |

### 4. předkolo
Losování prvního kvalifikačního kola proběhl 7. srpna 2023. První zápasy se odehrály 22. a 23. srpna a druhé zápasy 29. a 30. srpna 2023.
Vítězové obou částí postoupili do základních skupiny Ligy mistrů, poražení z obou částí se přesunuli do základních skupin Evropské ligy.

#### Mistrovská část
| Domácí v 1. zápase | Celkem | Hosté v 1. zápase | 1. zápas | 2. zápas |
| ------------------ | ------ | ----------------- | -------- | -------- |
| Makabi Haifa       | 0 : 3  | Young Boys        | 0:0      | 0:3      |
| Antwerp            | 3 : 1  | AEK               | 1:0      | 2:1      |
| Raków Częstochowa  | 1 : 2  | Kodaň             | 0:1      | 1:1      |
| Molde              | 3 : 5  | Galatasaray       | 2:3      | 1:2      |

#### Nemistrovská část
| Domácí v 1. zápase | Celkem | Hosté v 1. zápase | 1. zápas | 2. zápas |
| ------------------ | ------ | ----------------- | -------- | -------- |
| Rangers            | 3 : 7  | PSV Eindhoven     | 2:2      | 1:5      |
| Braga              | 3 : 1  | Panathinaikos     | 2:1      | 1:0      |

## Skupinová fáze
Los základních skupin se uskutečnil 31. srpna 2023, kdy bylo nalosováno 8 skupin po 4 účastnících.
Celkem 32 týmů bylo rozděleno do 4 výkonnostních košů dle následujících pravidel:
- Koš 1 obsahuje vítěze předcházejícího ročníku Ligy mistrů a vítěze předcházejícího ročníku Evropské ligy. Dále obsahuje vítěze 6 nejlepších evropských ligových soutěží dle národního koeficientu. Vzhledem k tomu, že vítěz předchozího ročníku Ligy mistrů Manchester City si zajistil místo i ze své ligové soutěže, do prvního koše se přesunul mistr asociace na 7. místě (Nizozemsko) – Feyenoord.
- Koše 2, 3 a 4 obsahují zbylé týmy seřazené podle svých klubových koeficientů.[5]
- Týmy ze stejné země nemohou být nalosovány do stejné skupiny.

Poprvé si v základních skupinách Ligy mistrů zahraje tým Union Berlín a Antwerp, naopak FC Barcelona zaznamená již 29. účast.
Los
| Koš 1               | Koš 1   | Koš 2             | Koš 2   | Koš 3             | Koš 3  | Koš 4            | Koš 4  |
| ------------------- | ------- | ----------------- | ------- | ----------------- | ------ | ---------------- | ------ |
| Manchester City     | 145.000 | Real Madrid       | 121.000 | Šachtar Doněck    | 63.000 | Young Boys       | 35.500 |
| Sevilla             | 91.000  | Manchester United | 104.000 | Red Bull Salzburg | 59.000 | Real Sociedad    | 33.000 |
| Barcelona           | 98.000  | Inter Milán       | 96.000  | Milán             | 50.000 | Galatasaray      | 31.500 |
| Neapol              | 81.000  | Borussia Dortmund | 86.000  | Braga             | 44.000 | Celtic           | 31.000 |
| Bayern Mnichov      | 136.000 | Atlético Madrid   | 85.000  | PSV Eindhoven     | 43.000 | Newcastle United | 21.914 |
| Paris Saint-Germain | 112.000 | RB Leipzig        | 84.000  | Lazio             | 42.000 | Union Berlín     | 17.000 |
| Benfica             | 82.000  | Porto             | 81.000  | CZ Bělehrad       | 42.000 | Antwerp          | 17.000 |
| Feyenoord           | 51.000  | Arsenal           | 76.000  | Kodaň             | 40.500 | Lens             | 12.232 |

|  | Postup do osmifinále                      |
|  | Postup do předkola play-off Evropské ligy |

### Skupina A
| Poř. | Tým               | Z | V | R | P | VG | OG | B  |
| ---- | ----------------- | - | - | - | - | -- | -- | -- |
| 1.   | Bayern Mnichov    | 6 | 5 | 1 | 0 | 12 | 6  | 16 |
| 2.   | Kodaň             | 6 | 2 | 2 | 2 | 8  | 8  | 8  |
| 3.   | Galatasaray       | 6 | 1 | 2 | 3 | 10 | 13 | 5  |
| 4.   | Manchester United | 6 | 1 | 1 | 4 | 12 | 15 | 4  |

### Skupina B
| Poř. | Tým           | Z | V | R | P | VG | OG | B  |
| ---- | ------------- | - | - | - | - | -- | -- | -- |
| 1.   | Arsenal       | 6 | 4 | 1 | 1 | 16 | 4  | 13 |
| 2.   | PSV Eindhoven | 6 | 2 | 3 | 1 | 8  | 10 | 9  |
| 3.   | Lens          | 6 | 2 | 2 | 2 | 6  | 11 | 8  |
| 4.   | Sevilla       | 6 | 0 | 2 | 4 | 7  | 12 | 2  |

### Skupina C
| Poř. | Tým          | Z | V | R | P | VG | OG | B  |
| ---- | ------------ | - | - | - | - | -- | -- | -- |
| 1.   | Real Madrid  | 6 | 6 | 0 | 0 | 16 | 7  | 18 |
| 2.   | Neapol       | 6 | 3 | 1 | 2 | 10 | 9  | 10 |
| 3.   | Braga        | 6 | 1 | 1 | 4 | 6  | 12 | 4  |
| 4.   | Union Berlín | 6 | 0 | 2 | 4 | 6  | 10 | 2  |

### Skupina D
| Poř. | Tým               | Z | V | R | P | VG | OG | B  |
| ---- | ----------------- | - | - | - | - | -- | -- | -- |
| 1.   | Real Sociedad     | 6 | 3 | 3 | 0 | 7  | 2  | 12 |
| 2.   | Inter Milán       | 6 | 3 | 3 | 0 | 8  | 5  | 12 |
| 3.   | Benfica           | 6 | 1 | 1 | 4 | 7  | 11 | 4  |
| 4.   | Red Bull Salzburg | 6 | 1 | 1 | 4 | 4  | 8  | 4  |

1. 1 2  Shodný počet bodů, rozdíl branek a vstřelených gólů. Gólový rozdíl ve všech zápasech: Real Sociedad +5, Inter Milán +3.
2. 1 2  Shodný počet bodů, rozdíl gólů, vstřelených gólů a rozdíl branek ve všech zápasech. Počet vstřelených branek ve všech zápasech: Benfica 7, Red Bull Salzburg 4.

### Skupina E
| Poř. | Tým             | Z | V | R | P | VG | OG | B  |
| ---- | --------------- | - | - | - | - | -- | -- | -- |
| 1.   | Atlético Madrid | 6 | 4 | 2 | 0 | 17 | 6  | 14 |
| 2.   | Lazio           | 6 | 3 | 1 | 2 | 7  | 7  | 10 |
| 3.   | Feyenoord       | 6 | 2 | 0 | 4 | 9  | 10 | 6  |
| 4.   | Celtic          | 6 | 1 | 1 | 4 | 5  | 15 | 4  |

### Skupina F
| Poř. | Tým                 | Z | V | R | P | VG | OG | B  |
| ---- | ------------------- | - | - | - | - | -- | -- | -- |
| 1.   | Borussia Dortmund   | 6 | 3 | 2 | 1 | 7  | 4  | 11 |
| 2.   | Paris Saint-Germain | 6 | 2 | 2 | 2 | 9  | 8  | 8  |
| 3.   | Milán               | 6 | 2 | 2 | 2 | 5  | 8  | 8  |
| 4.   | Newcastle United    | 6 | 1 | 2 | 3 | 6  | 7  | 5  |

1. 1 2  Shodný počet bodů v přímém souboji. Gólový rozdíl: Paris Saint-Germain +2, Milán -2.

### Skupina G
| Poř. | Tým             | Z | V | R | P | VG | OG | B  |
| ---- | --------------- | - | - | - | - | -- | -- | -- |
| 1.   | Manchester City | 6 | 6 | 0 | 0 | 18 | 7  | 18 |
| 2.   | RB Leipzig      | 6 | 4 | 0 | 2 | 13 | 10 | 12 |
| 3.   | Young Boys      | 6 | 1 | 1 | 4 | 7  | 13 | 4  |
| 4.   | CZ Bělehrad     | 6 | 0 | 1 | 5 | 7  | 15 | 1  |

### Skupina H
| Poř. | Tým            | Z | V | R | P | VG | OG | B  |
| ---- | -------------- | - | - | - | - | -- | -- | -- |
| 1.   | Barcelona      | 6 | 4 | 0 | 2 | 12 | 6  | 12 |
| 2.   | Porto          | 6 | 4 | 0 | 2 | 15 | 8  | 12 |
| 3.   | Šachtar Doněck | 6 | 3 | 0 | 3 | 10 | 12 | 9  |
| 4.   | Antwerp        | 6 | 1 | 0 | 5 | 6  | 17 | 3  |

1. 1 2  Body z přímých soubojů: Barcelona 6, Porto 0.

## Vyřazovací fáze
Vyřazovací fázi Ligy mistrů UEFA 2023/2024 bude hrát 16 týmů: 8 vítězů základních skupin a 8 týmů ze 2. míst základních skupin. Týmy budou rozděleny na nasazené a nenasazené – nasazené týmy jsou vítězové skupin. Týmy ze stejné skupiny nebo stejné země se nemohou utkat proti sobě. Od čtvrtfinále již tato pravidla neplatí a mohou tak proti sobě hrát jakákoliv mužstva. 
Los jednotlivých kol se uskuteční vždy ve švýcarském Nyonu.
Vyřazovací fáze začala losem 18. prosince 2023 a zápasy se odehrají od 13. února 2024 do 1. června 2024.

### Týmy
| Skupina | Nasazené týmy (vítězové skupin) | Nenasazené týmy (2. týmy ve skupině) |
| ------- | ------------------------------- | ------------------------------------ |
| A       | Bayern Mnichov                  | Kodaň                                |
| B       | Arsenal                         | PSV Eindhoven                        |
| C       | Real Madrid                     | Neapol                               |
| D       | Real Sociedad                   | Inter Milán                          |
| E       | Atlético Madrid                 | Lazio                                |
| F       | Borussia Dortmund               | Paris Saint-Germain                  |
| G       | Manchester City                 | RB Leipzig                           |
| H       | Barcelona                       | Porto                                |

### Osmifinále
Los osmifinále proběhl 18. prosince 2023 ve 12:00. První zápasy se hrály 13., 14., 20. a 21. února a odvety 5., 6., 12. a 13. března 2024.
| Domácí v 1. zápase  | Celkem        | Hosté v 1. zápase | 1. zápas | 2. zápas  |
| ------------------- | ------------- | ----------------- | -------- | --------- |
| Porto               | 1 : 1 (2:4 p) | Arsenal           | 1:0      | 0:1 (pp.) |
| Neapol              | 2 : 4         | Barcelona         | 1:1      | 1:3       |
| Paris Saint-Germain | 4 : 1         | Real Sociedad     | 2:0      | 2:1       |
| Inter Milán         | 2 : 2 (2:3 p) | Atlético Madrid   | 1:0      | 1:2 (pp.) |
| PSV Eindhoven       | 1 : 3         | Borussia Dortmund | 1:1      | 0:2       |
| Lazio               | 1 : 3         | Bayern Mnichov    | 1:0      | 0:3       |
| Kodaň               | 2 : 6         | Manchester City   | 1:3      | 1:3       |
| RB Leipzig          | 1 : 2         | Real Madrid       | 0:1      | 1:1       |

### Čtvrtfinále
Los čtvrtfinále proběhl 15. března 2024 ve 12:00. První zápasy se odehrály 9. a 10. dubna a odvety 16. a 17. dubna 2024.
| Domácí v 1. zápase  | Celkem        | Hosté v 1. zápase | 1. zápas | 2. zápas  |
| ------------------- | ------------- | ----------------- | -------- | --------- |
| Arsenal             | 2 : 3         | Bayern Mnichov    | 2:2      | 0:1       |
| Atlético Madrid     | 4 : 5         | Borussia Dortmund | 2:1      | 2:4       |
| Real Madrid         | 4 : 4 (4:3 p) | Manchester City   | 3:3      | 1:1 (pp.) |
| Paris Saint-Germain | 6 : 4         | Barcelona         | 2:3      | 4:1       |

### Semifinále
Los semifinále proběhnul 15. března 2024 ve 12:00. První zápasy se budou hrát 30. dubna a 1. května a odvety 7. a 8. května 2024.
| Domácí v 1. zápase | Celkem | Hosté v 1. zápase   | 1. zápas | 2. zápas |
| ------------------ | ------ | ------------------- | -------- | -------- |
| Borussia Dortmund  | 2 : 0  | Paris Saint-Germain | 1:0      | 1:0      |
| Bayern Mnichov     | 3 : 4  | Real Madrid         | 2:2      | 1:2      |

### Finále
Finále se odehrálo 1. června 2024 na stadionu Wembley v Londýně. Po losování čtvrtfinále a semifinále se ve stejný den uskutečnilo losování, které určilo administrativní domácí tým.
| 1. června 2024 21:00 |        |                           |                                                                                    |
| Borussia Dortmund    | 0 : 2  | Real Madrid               | Wembley Stadium, Londýn, Spojené království diváci: 86 212 rozhodčí: Slavko Vinčić |
|                      | Report | 74' Carvajal 83' Vinícius | Wembley Stadium, Londýn, Spojené království diváci: 86 212 rozhodčí: Slavko Vinčić |